# Musée des pompiers de Firminy
 (mai 2017).
Si vous disposez d'ouvrages ou d'articles de référence ou si vous connaissez des sites web de qualité traitant du thème abordé ici, merci de compléter l'article en donnant les références utiles à sa vérifiabilité et en les liant à la section « Notes et références ».
Le musée des sapeurs pompiers de Firminy est le 2e de France. Il présente plus de 150 véhicules d'interventions et des équipements de pompier de différentes époques.